# Bayerisches Brauer-Journal
Das Bayerische Brauer-Journal – Zeitschrift für Brauerei und Mälzerei war eine bayerische Fachzeitschrift für die Technik des Bierbrauens und der Mälzerei sowie ab dem zweiten Jahrgang auch für Fragen zum landwirtschaftlichen Hopfen- und Gersteanbau, die von 1891 bis 1919 wöchentlich erschien.
Die anfänglich ohne Werbung auskommende Publikation war das amtliche Organ der Versuchsanstalt für Bierbrauerei in Nürnberg und gleichzeitig Organ des Bayerischen Brauerbundes. Sie ging aus den herausgegebenen Monatsberichten der Versuchsanstalt hervor und wurde direkt vom Leiter der Anstalt, damals Eugen Prior, im Selbstverlag der Institution herausgegeben.
Einhergehend mit der Integration der Versuchsanstalt in die Landesgewerbeanstalt Bayern im Jahr 1904 fungierte das Bayerische Gewerbemuseum als Herausgeber.
Ab der Ausgabe vom 14. April 1919 erschien die Zeitung unter dem Titel Bayerische Brauer-Nachrichten – Bayerisches Brauer-Journal – Zeitschrift für Deutschlands Brauerei und Mälzerei im Verlag des Fränkischen Kuriers und war zugleich auch Organ des Deutschen Brauer-Bunds und des Württembergischen Brauerbunds.
Die letzte Ausgabe erschien am 29. Dezember 1919.